# Макмиллан, Маргарет
Маргарет Олвен Макмиллан (англ. Margaret Olwen MacMillan; род. 23 декабря 1943, Торонто) — канадский историк, профессор Оксфордского университета; являлась проректором канадского Тринити-колледжа и профессором истории в университете Торонто; также работала в университете Райерсона. Эксперт по истории и международным отношениям, правнучка премьер-министра Великобритании Дэвида Ллойда Джорджа; компаньон ордена Канады (2015).
Представляла орден Канады во время коронации короля Канады Карла III и королевы Камиллы 6 мая 2023 года.

## Работы
- MacMillan M. Paris 1919: Six Months That Changed the World :  [англ.] / foreword by R. Holbrooke. — 1st US ed. — Random House, 2003. — 624 p. — ISBN 978-0-307-43296-4. — ISBN 0-307-43296-3.
- Война, которая покончила с миром. Кто и почему развязал Первую мировую = The War That Ended Peace: How Europe Abandoned Peace for the First World War. — Центрполиграф, 2016. — 720 с. — ISBN 978-5-227-06772-2.
- War: How Conflict Shaped Us (Random House, 336 pp.) {Рец. Dexter Filkins[англ.]}